# Bartłomiej Pękiel
Bartłomiej Pękiel   (1601 - Cracòvia, c. 1670) va ser un notable compositor polonès de música clàssica.
Es dedicà a la música religiosa, seguint l'estil de Palestrina. Pękiel va servir al tribunal de Varsòvia des de almenys 1633. Va ser l'ajudant de M. Scacchi quan aquest era el mestre de la capella reial allà, i més tard va ser ell mateix mestre de capella entre 1649 i 1655. Després es va traslladar a la capella de la catedral de Wawel, a Cracòvia, va dirigir l'orquestra després de la mort de Franciszek Lilius el 1657.
Algunes de les obres més conegudes de Pękiel són: una missa amb doble cor, i una altra, amb el títol de Missa Pulcherrima que fou publicada per Surzinski en el volum nº. IV de les seves Memories, a més, va compondre d'altres misses i mottets.

## Enregistraments notables
- Bartłomiej Pękiel, The Sixteen, COR16110, June 2013[2][3]